# Pöppinghausen (Adelsgeschlecht)

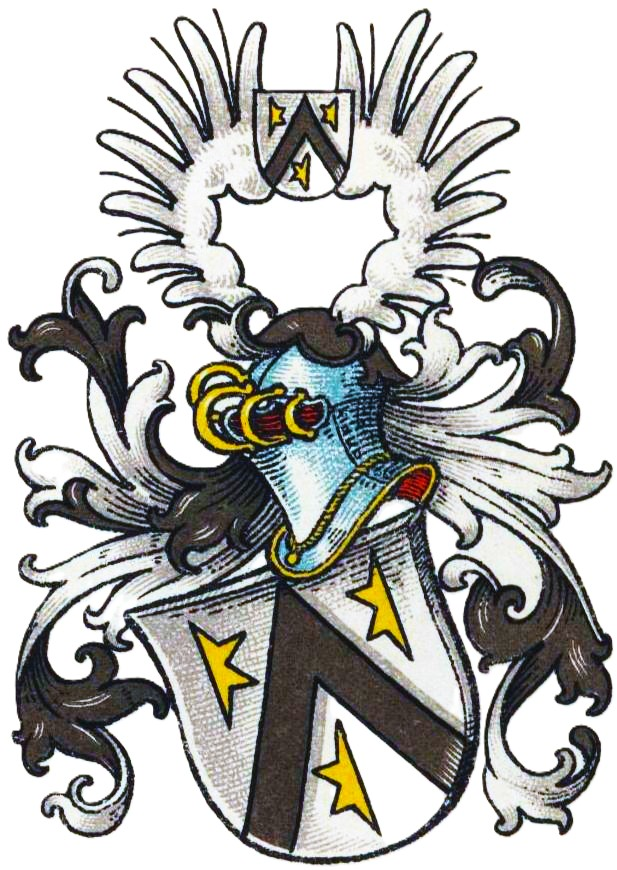
Wappen derer von Pöppinghausen im Wappenbuch des Westfälischen Adels

Pöppinghausen (auch Poeppinghausen, Pöppinghaus, Peuppinghaus o. ä.) ist der Name eines westfälisch-rheinländischen Adelsgeschlechts.

## Geschichte
Das Geschlecht hatte seinen namensgebenden Stammsitz in der Bauerschaft Pöppinghausen, heute ein Stadtteil von Castrop-Rauxel im Kreis Recklinghausen. Ferner gehörten der Listerhoff im Kirchspiel Valbert sowie Bösinghausen und Koverstein (urkundlich 1744), beide im Kirchspiel Lieberhausen, zu ihren Besitzungen.
Die Familie erscheint erstmals im Jahr 1306 mit Dethmar von Poppinchusen in Dortmund, der ein eigenes Siegel führte. Derselbe tritt noch bis 1316 auf. 1363 wird ein weiterer Dethmar von Pöppinghausen erwähnt. 1421 war ein D. Peupinghaus Senator zu Dortmund. Sein Hof lag in der Näge der Balkenstraße. 1445 ließ sich Clas Popinghaus in das Haus des Henrich Prume auf der Balkenstraße einweisen, weil derselbe ihm die jährlich schuldige Rente von 18 Schilligen nicht gezahlt hatte. 1451 wurde ihm das gepfändete Haus, als er es auf den Fischbänken öffentlich versteigern ließ, mangels eines Bieters zugeschlagen. Etwa um dieselbe Zeit kaufte Jobst Friedrich Ernst von Pöppinghausen zu Koverstein das Haus Bösinghausen. 1622 schloss Goddert von Pöppinghausen einen Ehevertrag mit Anna von Werminckhausen.
Verschiedene Familienmitglieder standen im Dienst der preußischen Armee. Ein Oberst von Pöppinghausen war 1806 Kommandant der damals preußischen Festung Wülzburg und ein Capitain von Pöppinghausen stand in der 2. ostpreußischen Füselierbrigade. Letzterer verstarb 1814 als Major und Kreisgrigadier der Gendarmerie. Später, 1839, war noch ein von Pöppinghausen Leutnant im 14. Infanterie-Regiment.
Laut Max von Spießen existierte die Familie zu Beginn des 20. Jahrhunderts noch.

## Stammfolgen
Anton Fahne liefert zwei Stammfolgenausschnitte:
- N. N. von Pöppinghausen ⚭ N. N. von Klepping
  - Johann Berthold von Pöppinghausen zu Listerhof, sein Oheim Bartold Klepping schenkte ihm das Haus Koverstein, ⚭ Helena Catharina Sibilla von Melschede
    - Friedrich Johann Ernst von Pöppinghausen († 1744), Herr zu Koverstein, ⚭ 1736 Sybilla Christina Flora Catharina von Vaerst, Tochter von Gisbert Johann Balduin von Vaerst zu Kallenberg und Elisabeth Wilhelmiine Maria von Hugenpoet zu Westhemmerde
      - Sophia Wilhelmine Ottilia Philippine von Pöppinghausen (* 1737)
      - Jobst Wilhelm Friedrich Ernst von Pöppinghausen (* 1738)
      - Jobst Christian Wilhelm von Pöppinghausen (* 1739)
      - Conrad Wilhelm Johann von Pöppinghausen (* 1740)
      - Anna Theodora Johanna Alexandra von Pöppinghausen (* 1741)
      - Friedrich Conrad Theodor Alexandra von Pöppinghausen (* 1742)

- N. N. von Pöppinghausen ⚭ N. N. von Aldenbockum
  - N. N. von Pöppinghausen ⚭ N. N. von Münster
    - Philipp von Pöppinghausen ⚭ Margaretha von Medevort
      - Philipp von Pöppinghausen ⚭ Anna Margaretha von Harde
        - Johann Philipp von Pöppinghausen (1654–1700)
        - Zacharias Caspar von Pöppinghausen, Herr zu Steinhaus 1727, ⚭ Anna Catharina Droste, Tochter von Henrich Droste zu Hove und Anna Catharina von Klepping zu Sengerhof
          - N. N. Sohn ⚭ N. N. von Vaerst zu Kallenberg

        - N. N. Tochter ⚭ N. N. Blankennagel
        - N. N. Tochter ⚭ N. N. Mumm

## Wappen
Blasonierung: In Silber ein schwarzer Sparren, begleitet von drei (2:1) halben (gespaltenen) goldenen Sternen. Auf dem schwarz-silbern bewulsteten Helm mit schwarz-silbernen Helmdecken ein offener silberner (oder schwarzer) Flug, zwischen dem sich der Schild wiederholt.